# 凱利鎮區 (密蘇里州里普利縣)
凱利鎮區（英語：Kelley Township）是位於美國密蘇里州里普利縣的一個行政鎮區。

## 地方資料
凱利鎮區的面積為104.32平方千米，當中陸地面積為103.69平方千米，而水域面積為0.63平方千米。根據2020年美國人口普查的數據，當地共有人口20人，而人口密度為每平方千米0.19人。